# Lycaeides pseudamoricana
Lycaeides pseudamoricana är en fjärilsart som beskrevs av Heydemann 1933. Lycaeides pseudamoricana ingår i släktet Lycaeides och familjen juvelvingar. Inga underarter finns listade i Catalogue of Life.